# Baron Grimston of Westbury
Baron Grimston of Westbury, of Westbury in the County of Wiltshire, ist ein erblicher britischer Adelstitel in der Peerage of the United Kingdom.

## Verleihung und nachgeordnete Titel
Der Titel wurde am 11. Dezember 1964 für den konservativen Politiker und ehemaligen Deputy Speaker des House of Commons, Sir Robert Grimston, 1. Baronet, geschaffen. Er war bereits am 11. März 1952 zum Baronet of Westbury erhoben worden.
Heutiger Titelinhaber ist dessen Enkel Robert Grimston als 3. Baron.

## Liste der Barone Grimston of Westbury (1964)
- Robert Grimston, 1. Baron Grimston of Westbury (1897–1979)
- Robert Grimston, 2. Baron Grimston of Westbury (1925–2003)
- Robert Grimston, 3. Baron Grimston of Westbury  (* 1951)

Augenblicklich voraussichtlicher Titelerbe (Heir Presumptive) ist der jüngere Bruder des aktuellen Titelinhabers, Gerald Grimston (* 1953).